# Bromopridă
Bromoprida este un medicament utilizat ca antiemetic și prokinetic, fiind foarte similar din punct de vedere structural cu metoclopramida (conține un atom de brom în locul celui de clor). Căile de administrare disponibile sunt: orală, intravenoasă și intramusculară.

## Utilizări medicale
Bromoprida este indicată în tratamentul greții și al vărsăturilor, inclusiv cele postoperatorii, în tratamentul bolii de reflux gastro-esofagian și înaintea endoscopiei. Pare să fie sigur utilizat în sarcină.

## Reacții adverse
Bromoprida este în general bine tolerată; cele mai comune reacții adverse sunt somnolența și oboseala. Foarte rar poate induce reacții extrapiramidale și, similar cu metoclopramida, poate crește nivelele de prolactină.